# Solbiate Olona
Solbiate Olona (lombardul Solbiaa Olòna) város Olaszországban Lombardia régióban, Varese megyében (Provincia di Varese). Jó infrastrukturális adottságokkal rendelkező, a Milánó környékét övező sűrűn lakott nagyvárosi agglomeráció közelében található település.

## Földrajza
Milánótól északnyugatra körülbelül 30 kilométerre és Varese városától délre 24 kilométer távolságra található, közel az Alpok lábához. A legközelebbi nagyobb város az 5 kilométerre található Busto Arsizio. Környező települések Fagnano Olona, Gorla Maggiore, Gorla Minore és Olgiate Olona. A város mellett folyik és egyben névadója is az Olona folyó, melynek völgyében természetvédelmi területet létesítettek. Lakossága 2011-ben 5584 fő és a lakott területe 4.9 km². A település tengerszint feletti magassága 217-257 méter között váltakozik.

## Gazdasága
A városban közel száz ipari jellegű vállalkozás ad foglalkoztatási lehetőséget, melyekben 1,176 fő dolgozik. Különféle szolgáltatást biztosít több mint hatvan gazdasági társaság, melyek 285 főt foglalkoztatnak. Több közigazgatási jellegű hivatal is megtalálható itt.
A településen a Caserma Ugo Mara laktanyakomplexumban olasz és nemzetközi katonai parancsnokság működik.